# Detroit Greyhounds
Die Detroit Greyhounds waren eine US-amerikanische Eishockeymannschaft aus Detroit, Michigan. Die Mannschaft spielte in der Saison 1926/27 in der American Hockey Association.  

## Geschichte
Das Franchise war 1926 eines der sechs Gründungsmitglieder der American Hockey Association. In ihrer Premierenspielzeit absolvierte die Mannschaft nur sechs Spiele, wobei weitere vier wegen Nichtantritts gegen Detroit gewertet wurden. Aufgrund von Verzögerungen beim Bau ihrer Arena wurden die Greyhounds von der Ligenleitung vom laufenden Spielbetrieb ausgeschlossen und das Franchise aufgelöst.